# Pedro Dorronsoro González
Pedro José Dorronsoro González (Torrelavega, 12 de maig de 1977) és un exfutbolista càntabre, que ocupava la posició de porter.

## Trajectòria
Després de destacar a la Gimnástica de Torrelavega, a l'estiu del 2000 és fitxat pel Reial Oviedo. Eixe any, el club asturià baixa a Segona Divisió, i el càntabre roman inèdit en ser el tercer porter per darrere d'Esteban i d'Unzué.
A la categoria d'argent, tan sols disputa un encontre la temporada 01/02. A la següent comença com a titular, condició que perd a les poques setmanes per a finalitzar amb vuit partits al seu haver. L'estiu del 2003, l'Oviedo baixa administrativament a Tercera Divisió i Dorronsoro fitxa pel Barakaldo CF, amb qui recupera la titularitat.
A partir d'eixe moment, la carrera del porter prossegueix per equips de Segona Divisió B, com el Jerez de los Caballeros (04/05), el Logroñés CF (05/07) i la UD Melilla (07/...).